# شارلوت يزبك

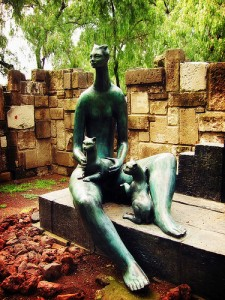
باركي دي لاس اسكولتوراس في كواتيتلان إيزكالي

كانت شارلوت ماتا راسكالا (1919-1989) المعروفة باسم شارلوت يزبك نسبة إلى زوجها خوسيه يزبك، نحاتة مكسيكية.
ولدت راسكالا في بويبلا عام 1919 وهي من أصول لبنانية. عاشت مع والدها منذ أن ماتت والدتها في وقت مبكر. كان زواجها الأول قصير ونتها بطلاق، ثم التقت بزوجها الثاني خوسيه يزبك.
درست الفن مع أوكسيو سوتو (Uxio Souto) في عام 1957، وفي وقت لاحق ، درست علم التحليل الفني مع هيرميليو كاستانيدا Hermilio Castañeda. كان بين معلميها البارزين الآخرين مثل بيدرو ميدينا جوزمان والرسام والنقاش مانويل جينر دي لوس ريوس وماثياس جويريتز الحاصل على درجة الدكتواره في تاريخ الفن.
كان معرضها الأول في عام 1960، وفي عام 1962 أقامت أول معرض فردي لها. أشاد بها الرئيس المكسيكي أدولفو لوبيز ماتيوس تقديراً لمنحوتاتها السبعة عشر التي تم وضعها في الجناح المكسيكي في معرض نيويورك العالمي عام 1964.
بفضل الإشادة الدولية، تمكنت من إقامة أكثر من 100 معرض لأعمالها في جميع أنحاء العالم. كانت موضوع العديد من الكتب والمقالات في المجلات والأفلام الوثائقية. توفيت في عام 1989، تاركة وراءها إرثًا من الأعمال التي يمكن العثور عليها في الأماكن العامة مثل باركي دي لاس اسكولتوراس (Parque de las Esculturas) في كواتيتلان إيزكالي (Cuautitlán Izcalli) وشارلوت يزبك بلازا (Charlotte Yazbek Plaza) في منتزه بوسكي دي تشابولتيبيك (Bosque de Chapultepec) في مكسيكو سيتي.